# 毗卢寺 (南京)

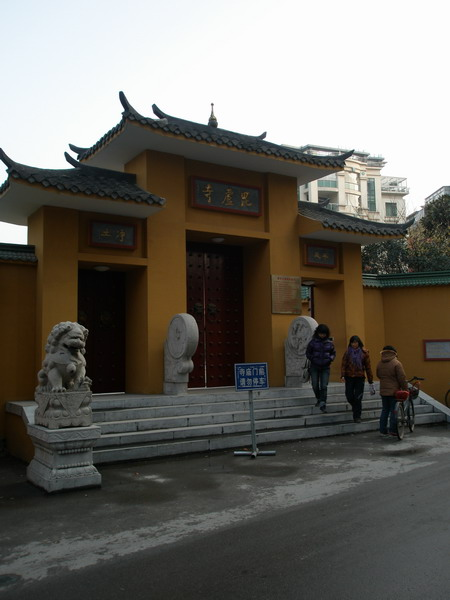
南京毗卢寺大门

南京毗卢寺，位于江苏省南京市玄武区汉府街。因庙中供养毗卢遮那佛，初名毗卢庵。毗卢遮那佛毗卢遮那佛，汉译：大日如来，是佛教密宗至高无上的本尊，是密宗最高阶层的佛，为佛教密宗所尊奉最高神明。密宗所有佛和菩萨皆自大日如来所出，在金刚界和胎藏界的两部曼荼罗中，大日如来都是居于中央位置，他统率着全部佛和菩萨，他是佛教密宗世界的根本佛。
毗卢寺乃“金光明道场”，秉金光明精神，庄严国土，弘宣圣教，于金陵佛都独具特色。《金光明经》在经文当中，被称作是众经之王。与法华经、仁王经同为镇护国家之三部经。《金光明经》在开阐如来秘密心髓、忏悔业障、积聚福德资粮以及弘扬佛法、护国利民等方面具有无比殊胜的功德。
1912年，太虚法师在毗卢寺筹办中国佛教协进会，从事讲学和教务活动。1939年，方丈务道法师于寺内创办毗卢佛学院。1955年周恩来总理陪缅甸吴奴总理到毗卢寺参观、访问、拜佛。毗卢寺曾成立中国中医院，成为中国佛教研究和中医学研究的中心，对中国佛、医及文化有着不可估量的影响，是中国佛教从传统走向现代的标志性道场。

## 建筑

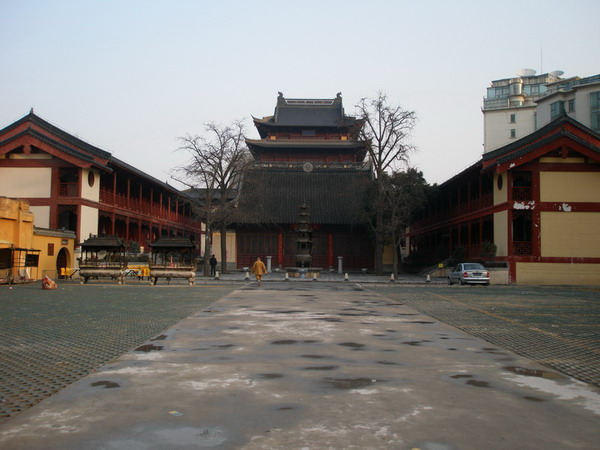
殿前广场

## 历史沿革
“如我督两江，为你造庵”，清同治年间，湘军首领曾国荃在南岳衡山游览时，与海峰法师的这句戏约竟成就了一代金陵名刹毗卢寺。海峰即立誓代他管理天下名山。
光绪十年（1884年）升任两江总督的曾国荃，不忘履行自己的诺言，他号令手下湘军诸将捐献巨资，从南岳衡山运来香木，将临近两江总督府（今南京总统府）的始建于明嘉靖年间的一间小庵，扩建成了一座雄伟壮丽的大庙，因庙中供养毗卢遮那佛，故名毗卢寺。其时毗卢寺东至明故宫、西至总统府、北至珠江路、南至长江路，遂为南京第一大寺。海峰法师成为毗卢寺的第一任方丈。乾隆下江南时到达南京的第一天晚上，就在毗卢禅院下榻。当晚，乾隆在寺庙用素斋，斋后拜访了一百零四岁的方丈法空大和尚，与法空彻夜谈禅说法。乾隆以香客身份在毗卢禅院下榻三日，并在此处理了诸多大事，亲自指挥了缉拿白莲教首领“一枝花”的重案。之后，乾隆才辞出毗卢禅院，正式接受南京文武百官的盛大恭迎，由此揭开六下江南的序幕。
南京毗卢寺为天下共知，当在中华民国建都南京之时。因其坐落在民国政治文化中心――长江路的起首，而一跃成为全国佛教的中心。中国佛教会、中华佛学研究会、中国宗教联谊会、首都中医院皆设于此，其时民国要人多相往来，连孙中山先生也曾亲往静思。当时寺中有万佛楼一座，供奉镏金铜佛三千尊，造型各异，金碧辉煌，叹为民国一景。赵朴初先生长期在此工作，一九四七年还在毗卢寺召开全国佛教代表会议。
文革浩劫期间，毗卢寺3000尊佛像全部散失，房屋殿堂被作为工厂之用。1988年，时任全国政协副主席、中国佛教会会长的赵朴初居士故地重游，探访了年轻时曾长期居住和工作过的毗卢寺。面对物是人非的景象，赵老感慨良多，表露了恢复毗卢寺的心愿。十年之后，在政府支持下，毗卢寺终得恢复，重续香烟，2004年我国最大的汉传佛教仿明清单体古建――万佛楼又复建完工，再现当年雄风。2011年，大雄宝殿修缮竣工。复建的钟楼、禅堂也正式落成开放。
如今徜徉在香烟缭绕的毗卢寺中，据说是曾国荃当年亲手种植的两株银杏，硕果累累，仿佛在诉说着百年的因果轮回。当年扩建的大雄宝殿里，从南岳运来的香木立柱依然幽香袭人，殿后两棵有着300年历史的黄杨古树下，两口古井的井水依旧清冽甘甜。寺中有万佛楼一座，楼内藏有全套的《乾隆大藏经》，共168本，全世界只存40套，与大报恩寺磬和荷花缸并称为“毗卢寺三宝”。其中，左边的大报恩寺大磬为金铁合铸而成，高0.49米，直径0.63米，重100公斤，为明代大报恩寺遗物，据称，由于含金量特别高，这只大磬与众不同，敲击后，余音袅袅长达40多秒，十几秒过后，便会出现奇妙的现象——敲磬者心率与磬声频率一致，不由让人顿起肃穆敬畏之意。而那口清代荷花缸，高0.61米，口径0.685米，周身彩绘雄狮13只，径口刻有“光绪十五年九月太子太保两江总督一等威毅伯捐置付毗卢寺永远宝用”。楼外黄墙红窗、琉璃飞檐，叠映成趣。楼内雕梁画栋、珠灯藻井，令人目不暇接。1万余尊形态各异的镏金铜佛，金光万道、与日争辉，善男信女争相供养。
传义法师2006年2月荣膺江苏省南京市中国佛教会旧址、金陵名刹毗卢寺方丈，由此结束该寺四十年来没有正式方丈的历史。